# Castellazzo Novarese
Castellazzo Novarese es una localidad y comune italiana de la provincia de Novara, región de Piamonte, con 260 habitantes.

## Evolución demográfica
| Gráfica de evolución demográfica de Castellazzo Novarese entre 1861 y 2001 |
|                                                                            |
| Fuente ISTAT - elaboración gráfica de Wikipedia                            |